# Nyssodrysternum simulatum
Nyssodrysternum simulatum är en skalbaggsart som först beskrevs av Bates 1864.  Nyssodrysternum simulatum ingår i släktet Nyssodrysternum och familjen långhorningar. Inga underarter finns listade i Catalogue of Life.